# Calamagrostis muiriana
Calamagrostis muiriana är en gräsart som beskrevs av B.L.Wilson och Sami Gray. Calamagrostis muiriana ingår i släktet rör, och familjen gräs. Inga underarter finns listade i Catalogue of Life.